# Uthörner Leide
Die Uthörner Leide ist ein Schloot auf dem Gebiet der Stadt Wittmund im Landkreis Wittmund in Ostfriesland. Die Uthörner Leide entspringt östlich von Hovel aus zwei Quellen und verläuft in etwa in nördliche Richtung, bevor sie westlich von Nöttens in die Harle mündet.